# Jones-Polynom
Das Jones-Polynom ist eine der wichtigsten Invarianten von Knoten und Verschlingungen, die in der Knotentheorie, einem Teilgebiet der Topologie, untersucht wird. Es ist ein Laurent-Polynom in {\displaystyle {\sqrt {t}}}.
Es wurde 1984 von Vaughan F. R. Jones entdeckt, der unter anderem dafür 1990 die Fields-Medaille erhielt.

## Definition durch Kauffman-Klammer
Sei {\displaystyle L} eine Verschlingung. Das Kauffman-Klammerpolynom {\displaystyle \langle L\rangle } ist ein zu einem Diagramm von {\displaystyle L} assoziiertes Laurent-Polynom in {\displaystyle A}. Das normierte Kauffman-Polynom wird dann definiert durch die Formel
{\displaystyle X(L)=(-A^{3})^{-w(L)}\langle L\rangle }, wobei {\displaystyle w(L)} die Verwringung von {\displaystyle L} bezeichnet. {\displaystyle X(L)} ist invariant unter Reidemeister-Bewegungen und definiert deshalb eine Invariante von Verschlingungen. Das Jones-Polynom {\displaystyle V(L)} erhält man, indem man {\displaystyle A=t^{-1/4}} in {\displaystyle X(L)} substituiert.

## Definition durch Zopfgruppendarstellungen
Sei {\displaystyle L} eine Verschlingung. Nach einem Satz von Alexander ist {\displaystyle L} der Abschluss eines Zopfes mit {\displaystyle n} Komponenten.
Eine Darstellung {\displaystyle \rho } der Zopfgruppe {\displaystyle B_{n}} in die Temperley–Lieb-Algebra {\displaystyle TL_{n}} mit Koeffizienten in {\displaystyle \mathbb {Z} [A,A^{-1}]}  und {\displaystyle \delta =-A^{2}-A^{-2}} wird definiert, indem man den Erzeuger {\displaystyle \sigma _{i}} auf {\displaystyle A\cdot e_{i}+A^{-1}\cdot 1} abbildet, wobei  {\displaystyle 1,e_{1},\dots ,e_{n-1}} die Erzeuger der Temperley–Lieb-Algebra sind.
Sei {\displaystyle \sigma } der zu {\displaystyle L} assoziierte Zopf. Berechne {\displaystyle \delta ^{n-1}\operatorname {tr} \rho (\sigma )}, wobei {\displaystyle \operatorname {tr} } die Markov-Spur ist. Das gibt das Klammerpolynom {\displaystyle \langle L\rangle }, aus dem dann wie im vorhergehenden Abschnitt das Jones-Polynom berechnet werden kann.

## Definition durch Skein-Relationen
Man kann das Jones-Polynom (eindeutig) dadurch charakterisieren, dass es dem trivialen Knoten den Wert 1 zuordnet und die folgende Skein-Relation erfüllt:
{\displaystyle (t^{1/2}-t^{-1/2})V(L_{0})=t^{-1}V(L_{+})-tV(L_{-})\,,}
wobei {\displaystyle L_{+}}, {\displaystyle L_{-}} und {\displaystyle L_{0}} orientierte Linkdiagramme sind, die sich innerhalb eines kleinen Gebietes wie im Bild unten unterscheiden und außerhalb dieses Gebietes identisch sind.

## Definition durch Chern-Simons-Theorie
Das Jones-Polynom kann nach Edward Witten mit einer topologischen Quantenfeldtheorie, der  Chern-Simons-Theorie, definiert werden.

## Anwendungen
Kauffman, Murasugi und Thistlethwaite benutzten das Jones-Polynom, um eine der aus dem 19. Jahrhundert stammenden Tait-Vermutungen zu beweisen: Für einen alternierenden Knoten hat jedes reduzierte Diagramm die kleinstmögliche Kreuzungszahl.

## Unterscheidbarkeit von Knoten mittels Jones-Polynom
Es ist eine offene Frage, ob der Unknoten der einzige Knoten mit trivialem Jones-Polynom ist. Es gibt jedenfalls unterschiedliche Knoten mit demselben Jones-Polynom, zum Beispiel haben Mutationen eines Knotens dasselbe Jones-Polynom.

## Spezielle Werte
- Für einen Knoten ist {\displaystyle V(1)=1}, für eine Verschlingung mit {\displaystyle l\geq 2} Komponenten ist {\displaystyle V(1)={\frac {1}{2^{l-1}}}}.
- Falls die Arf-Invariante definiert ist, ist {\displaystyle V(i)=(-{\sqrt {2}})^{l-1}(-1)^{Arf(L)}}.
- {\displaystyle V(e^{\frac {2\pi i}{3}})=1}.
- Die Werte in Einheitswurzeln sind in der Chern-Simons-Theorie von Bedeutung.